# Caryonopera royi
Caryonopera royi là một loài bướm đêm trong họ Noctuidae.